# Сорана Кирстя
Сорана Кирстя (рум. Sorana Cîrstea) — румунська тенісистка.
Сорана народилася в Бухаресті, але мешкає в Тирговіште, звідки родом її батьки, і де її батько володіє підприємством із виробництва морозива. У теніс вона почала грати в 4 роки.
Свою першу перемогу в турнір WTA Кирстя виборола в Ташкенті 2008 року. Вона також має в своєму активі 4 парних титули.

## Значні фінали

### Прем'єрні обов'язкові/5 чільних

#### Одиночний розряд: 1 (1 програш)
| Результат | Рік  | Турнір  | Поверхня | Супротивниця   | Рахунок  |
| --------- | ---- | ------- | -------- | -------------- | -------- |
| Поразка   | 2013 | Торонто | Хард     | Серена Вільямс | 2–6, 0–6 |

## Фінали турнірів WTA

### Одиночний розряд: 6 (2 титули, 4 поразки)
| Легенда                                           |
| ------------------------------------------------- |
| Турніри Великого шлему (0–0)                      |
| Турніри WTA 1000 (Турніри WTA Premier) (0–1)      |
| Турніри WTA 500 (Турніри WTA Premier) (0–0)       |
| Турніри WTA 250 (Турніри WTA International) (2–3) |

| Фінали за покриттям |
| ------------------- |
| Тверде (1–2)        |
| Ґрунт (1–2)         |
| Трава (0–0)         |

| Фінали за типом корту |
| --------------------- |
| Відкритий корт (2–4)  |
| Закритий корт (0–0)   |

| Результат | В-П | Дата     | Турнір                                | Категорія     | Покриття | Опонент            | Рахунок            |
| --------- | --- | -------- | ------------------------------------- | ------------- | -------- | ------------------ | ------------------ |
| Поразка   | 0–1 | Кві 2007 | Budapest Grand Prix, Угорщина         | Tier III      | Ґрунт    | Хісела Дулко       | 7–6(7–2), 2–6, 2–6 |
| Перемога  | 1–1 | Жов 2008 | Tashkent Open, Узбекистан             | Tier IV       | Тверде   | Сабіне Лісіцкі     | 2–6, 6–4, 7–6(7–4) |
| Поразка   | 1–2 | Сер 2013 | Мастерс Канада, Канада                | Premier 5     | Тверде   | Серена Вільямс     | 2–6, 0–6           |
| Поразка   | 1–3 | Вер 2019 | Tashkent Open, Узбекистан             | International | Тверде   | Алісон ван Ейтванк | 2–6, 6–4, 4–6      |
| Перемога  | 2–3 | Кві 2021 | Istanbul Cup, Туреччина               | WTA 250       | Ґрунт    | Елісе Мертенс      | 6–1, 7–6(7–3)      |
| Поразка   | 2–4 | Тра 2021 | Internationaux de Strasbourg, Франція | WTA 250       | Ґрунт    | Барбора Крейчикова | 3–6, 3–6           |

### Парний розряд: 11 (6 титулів, 5 поразок)
| Легенда                                    |
| ------------------------------------------ |
| Grand Slam (0–0)                           |
| WTA 1000 (1–0)                             |
| WTA 500 (Tier II) (0–1)                    |
| WTA 250 (Tiers III-IV/International) (5–4) |

| Фінали за покриттям |
| ------------------- |
| Тверде (2–2)        |
| Ґрунт (4–3)         |
| Трава (0–0)         |

| Фінали за типом корту |
| --------------------- |
| Відкритий корт (5–5)  |
| Закритий корт (1–0)   |

| Результат | В-П | Дата     | Турнір                                  | Категорія     | Покриття   | Партнер                 | Опонент                                           | Рахунок                  |
| --------- | --- | -------- | --------------------------------------- | ------------- | ---------- | ----------------------- | ------------------------------------------------- | ------------------------ |
| Перемога  | 1–0 | Тра 2008 | Гран-прі принцеси Лалли Мер'єм, Марокко | Tier IV       | Ґрунт      | Анастасія Павлюченкова  | Аліса Клейбанова Катерина Макарова                | 6–2, 6–2                 |
| Поразка   | 1–1 | Сер 2008 | Connecticut Open, США                   | Tier II       | Тверде     | Моніка Нікулеску        | Квета Пешке Ліза Реймонд                          | 6–4, 5–7, [7–10]         |
| Перемога  | 2–1 | Жов 2008 | BGL Luxembourg Open, Люксембург         | Tier III      | Тверде (i) | Марина Еракович         | Віра Душевіна Марія Коритцева                     | 2–6, 6–3, [10–8]         |
| Поразка   | 2–2 | Кві 2009 | Barcelona Ladies Open, Іспанія          | International | Ґрунт      | Андрея Клепач           | Нурія Льягостера Вівес Марія Хосе Мартінес Санчес | 6–3, 2–6, [8–10]         |
| Поразка   | 2–3 | Кві 2009 | Марокко Open, Марокко                   | International | Ґрунт      | Марія Кириленко         | Аліса Клейбанова Катерина Макарова                | 3–6, 6–2, [8–10]         |
| Перемога  | 3–3 | Тра 2010 | Estoril Open, Португалія                | International | Ґрунт      | Анабель Медіна Гаррігес | Віталія Дяченко Орелі Веді                        | 6–1, 7–5                 |
| Поразка   | 3–4 | Лип 2010 | Budapest Grand Prix, Угорщина           | International | Ґрунт      | Анабель Медіна Гаррігес | Тімеа Бачинскі Татьяна Гарбін                     | 3–6, 3–6                 |
| Перемога  | 4–4 | Сер 2011 | Texas Tennis Open, США                  | International | Тверде     | Альберта Бріанті        | Алізе Корне Полін Пармантьє                       | 7–5, 6–3                 |
| Поразка   | 4–5 | Жов 2014 | Tianjin Open, КНР                       | International | Тверде     | Андрея Клепач           | Алла Кудрявцева Анастасія Родіонова               | 7–6(6–8), 2–6, [8–10]    |
| Перемога  | 5–5 | Кві 2019 | Ladies Open Lugano, Швейцарія           | International | Ґрунт      | Андрея Міту             | Вероніка Кудерметова Галина Воскобоєва            | 1–6, 6–2, [10–8]         |
| Перемога  | 6–5 | Кві 2025 | Мастерс Мадрид, Іспанія                 | WTA 1000      | Ґрунт      | Ганна Калінська         | Вероніка Кудерметова Елісе Мертенс                | 6–7(10–12), 6–2, [12–10] |

## Зовнішні посилання
- Досьє на сайті WTA

## Виноски
1. ↑  Player Profile // WTA website

| Тенісист | Це незавершена стаття про тенісиста чи тенісистку. Ви можете допомогти проєкту, виправивши або дописавши її. |